# سيرجيو سالازار
سيرجيو سالازار (بالإسبانية: Sergio Salazar)‏ هو دراج كولومبي، ولد في 23 مارس 1986 في ميديلين في كولومبيا.

## وصلات خارجية
- سيرجيو سالازار على موقع أوليمبيديا (الإنجليزية)